# Pradip Kumar Banerjee
Pradip Kumar Banerjee uváděný i jako PK Banerjee (bengálsky প্রদীপ কুমার ব্যানার্জি; 23. června 1936, Kalkata, Indie – 20. března 2020) byl indický fotbalista a později trenér. Hrál na pozici pravého křídla.
Celkem čtyřikrát se stal indickým fotbalistou roku, a to v letech 1957, 1959, 1962 a 1963.
Na klubové úrovni hrál za indické týmy Jamshedpur (1950–1954) a Eastern Railway Kalkata (1954–1966).
Hrál i za indickou fotbalovou reprezentaci, nastoupil k 84 zápasům, vstřelil 64 branek. Zúčastnil se LOH 1956 v Austrálii a LOH 1960 v Itálii.
Jako trenér vedl např. indickou reprezentaci, měl v zemi velkou popularitu.